# Болдуин, Уильям Маттиас
Уильям Маттиас Болдуин (1795—1866) — американский изобретатель и производитель техники, специализировавшийся на производстве паровозов. Небольшой механический цех Уильяма Болдуина, созданный в 1825 году, вырос впоследствии в Baldwin Locomotive Works, одну из крупнейших и успешных локомотивостроительных фирм в Соединённых Штатах.